# Eleições nas Ilhas Salomão
As eleições nas Ilhas Salomão dão informações sobre a zona eleitoral e os resultados eleitorais das Ilhas Salomão.
As Ilhas Salomão elegem a nível nacional uma legislatura. O Parlamento Nacional tem cinquenta membros, eleitos para um mandato de quatro anos em distritos eleitorais com um único assento.

## Cultura política
As Ilhas Salmão têm um sistema multipartidário, com vários partidos dos quais nenhum deles muitas vezes tem a chance de ganhar o poder sozinho. Os partidos devem trabalhar uns com os outros para formar governos de coalizão.